# ソマリア沖商船三井タンカー襲撃事件
ソマリア沖商船三井タンカー襲撃事件（ソマリアおきしょうせんみついタンカーしゅうげきじけん）は、インド洋北部のアラビア海で商船三井のタンカーが海賊に乗っ取られた事件である。本事件は海賊対処法が初めて適用された事件となった。以下、特記なき場合の時刻は、出典に合わせて日本時間 (UTC+9) で表記する。

## 経緯

### 海賊の逮捕
2011年3月5日午後9時頃、インド洋北部のアラビア海を航行中だった商船三井のタンカー・グアナバラ（バハマ船籍）が小型船で接近した4人の海賊に乗っ取られた。救難信号でこれを察知したトルコ軍と米軍の対応により、翌日午後5時20分頃には海賊4人は投降、米軍に拘束された。クロアチア人船長を始めとするタンカーの船員24人は船内避難区画であるシタデルに避難し怪我はなかった。
枝野幸男内閣官房長官は9日午前の記者会見で、米軍から海賊らの身柄引き渡しを受け、海賊対処法違反容疑で逮捕する考えを明らかにした。その後、10日に逮捕状の発付を受け、11日、日本と海賊の取り扱いに関する取り決めが交わされたジブチに向かった海上保安官によって海賊らは海賊対処法違反（船舶侵入）容疑で逮捕された。

### 被疑者
逮捕時の報道によれば、4人は若い順にA（20歳）、B（21歳）、C（23歳）、D（28歳）で、いずれもソマリ語を話すソマリア人の男である。但し、本人の供述で21歳だと考えられた男は実際のところ未成年である可能性が出てきた、年齢や国籍を「20年前の雨期に生まれた」などの曖昧な表現でしか語らないなど、本人から確かな証言は得られず、CとDについては初公判で生年月日を聞かれた際、「分からない」「月日は分からない」と答えている。年齢が判然としないのには彼らが住んでいた当時のソマリアでは戸籍のようなものを作っていないため、ソマリア政府から回答が得られないという実情がある。彼らの風貌について、海上保安庁捜査隊の1人は、「海賊たちはごくふつうの若者に見えましたね」と語っている。

### 裁判
起訴
被疑者らを乗せた飛行機は13日朝に羽田空港に到着し、彼らを取り調べたところ、操縦桿に触ったものの艦船の操縦に暗く、目的を達成することができなかったという実態が明らかになったため、4月1日、東京地方検察庁はA以外の3人を海賊対処法違反（運航支配未遂）で東京地方裁判所に起訴した。20歳と推定されていたAは未成年である可能性が浮上したため家庭裁判所に送致されたが、東京家庭裁判所は26日に逆送致を決定し、東京地検は翌月5月2日に他の海賊メンバーと同様の罪状で東京地裁に起訴した。一方、4月に起訴された被告らの内、Bについても、未成年の可能性が浮上し、11月4日に東京地裁はこの男に「成人と認めるには合理的な疑いが残る」として公訴棄却の判決を下した。家裁に移送された後に、またもや逆送され、12月1日に改めて起訴された。
一審
CとDの一審初公判は2013年1月15日に東京地裁で行なわれた。最高刑が無期懲役の海賊対処法違反（運航支配未遂）は裁判員法第2条第1項第1号に定める裁判員制度対象事件のため、裁判員裁判が開かれた。CとDは海賊行為を行ったことは認めつつも、弁護士が「海賊行為は海外で行われたもので、日本での裁判は無効だ」と公訴棄却を訴えるとともに、「被告は貧しく崩壊した国で生まれ、生活のために海賊に加わった。仮に有罪となる場合でも、日本の刑務所に入れずに執行猶予にするのが相当だ」とも訴えていた。28日の公判で、検察側はCとDの両方に懲役12年を求刑し、翌月2月1日の判決では懲役10年の実刑判決が下された。判決では、弁護側の「日本での裁判は無効だ」との主張は「海賊行為には、どの国も管轄権を行使できる」と退けられた。なお、この一連の裁判ではソマリ語と日本語を直接通訳できる通訳者を探し出せず、英語を間に挟んだ通訳が行われることとなった。
当初は20歳とされながらも後に16歳（2011年当時）と修正されたAの一審初公判は2013年2月4日に東京地裁で行なわれた。Aは海賊行為を行ったことは認めつつも、「自分は小型ボートの運転助手でしかなく、伝令役としてタンカーに乗船しただけ」「[CとD]はバールを使ってドアを壊して回っていて、自分も『一緒にやれ』と言われたが、恐怖心から参加せず、もう1人の少年と一緒に操舵室にいた」と答え、弁護士が「大人に指示されて手伝っただけで幇助犯にとどまる」と主張した。一方で、先に一審を終えたCとDはAが海賊のサブリーダーの任に就いていたと証言している。25日に裁判官は、Aは4人の中では唯一英語ができたことから、人質交渉などの主要な任務が与えられていたと考えられ、またCとDの証言よりサブリーダーであると考えられることから「より重い刑事責任を負うべきだと考えられる」としながらも、犯行当時16歳であったと考えられることと、生育環境が内戦状態のソマリアという劣悪な環境であったことが考慮され、懲役5年〜10年の不定期刑という検察の求刑に対し、懲役5年〜9年の不定期刑を下した。27日にAはこの判決を不服とし控訴した。
Bは裁判で、「漂流中にタンカーを見つけて乗船しただけで、海賊行為はしていない」と海賊行為について否認し、無罪を主張したが、3人の海賊メンバーが海賊行為を認めていることや発砲していることなどをもって、4人全員で海賊行為を行ったと認定、Bの主張を退け、懲役13年という検察側の求刑に対し、懲役11年が言い渡された。
二審
2013年12月18日、1審で懲役10年とされた2人の青年の控訴審で、東京高等裁判所は1審判決の懲役10年を支持し被告の控訴を棄却した。
2013年12月25日、1審で懲役5年以上9年以下とされた元少年の控訴審で、東京高等裁判所は1審判決の懲役5年以上9年以下を支持し被告の控訴を棄却した
2014年1月15日、1審で懲役11年とされた元少年の控訴審で、東京高等裁判所は1審判決の懲役11年を支持し被告の控訴を棄却した。
最終審
2014年6月16日、最高裁判所第1小法廷は、1、2審で懲役10年とされた青年1人の上告を棄却した。これにより青年1人の懲役10年が確定した。

## 註釈
1. ↑  第2条第1号の未遂
2. ↑  日本が加盟している海洋法に関する国際連合条約第105条では、「いずれの国も、公海[……]において、[……]海賊行為によって奪取され、かつ、海賊の支配下にある[船舶]を拿捕し及び当該[船舶]内の人を逮捕[……]することができる。拿捕を行った国の裁判所は、科すべき刑罰を決定することができるものとし……」とあり[19]、日本の海賊対処法はこの条約に則って制定されている[18]。